# Haruhiko Mikimoto
Haruhiko Mikimoto (美樹本晴彦?, Mikimoto Haruhiko, vero nome 佐藤晴彦, Satō Haruhiko; Tokyo, 28 agosto 1959) è un illustratore, fumettista, character designer e sakkan giapponese.

## Biografia

### Gli esordi
Dopo aver completato gli studi presso la facoltà di ingegneria dell'Università Keio, decide di dedicarsi completamente alla sua passione per il disegno e l'animazione ed entra a far parte di un piccolo studio grafico di nome Artland, dove nel 1980 inizia la sua carriera come intercalatore per il remake della serie anime Astro Boy (Tetsuwan Atom). Dopo l'assorbimento nel più grande e famoso Studio Nue, in poco tempo si fa notare come illustratore e character designer al punto che, quando nel 1982 la Tatsunoko chiede allo Studio Nue di creare una serie robotica televisiva che si distingua per innovazione ed originalità, come character designer viene scelto proprio Mikimoto. Avrà così modo di contribuire ad una delle più interessanti ed innovative produzioni degli anni ottanta, Macross (Chōjiku yosai Macross, trasmessa in Italia nella versione americana con il nome di Robotech), in cui con il suo personale stile dà vita, tra gli altri, al memorabile personaggio di Lynn Minmei, la prima idol animata di sempre. Ormai salito sulla ribalta dei più apprezzati caratterizzatori, l'anno successivo viene chiamato a disegnare i personaggi di Chōjiku seiki Orguss, serie per molti versi simile a Macross, ma che forse proprio per questo motivo non ha riscosso altrettanto successo. Nel 1985 incrocia la propria strada con Hiroyuki Kitazume, con cui lavora a Megazone 23, controverso OAV nel quale cura il character design di uno dei personaggi. Parallelamente inizia anche a farsi notare come illustratore, realizzando nel 1986 il volume Hoshi no Kismet. Sul fronte della fantascienza animata torna a Macross con Flash Back 2012 nel 1987, e l'anno seguente, dopo il flop della serie Salamander, coglie un decisivo successo disegnando le protagoniste di Gunbuster (Top o Nerae! Gunbuster) di Hideaki Anno per la Gainax. Sempre nel 1988 realizza il suo primo manga come autore completo, Marionette Generation, serializzato fino al 1997.

### Dagli anni novanta ad oggi
Nel 1989 entra nel mondo di Gundam (che insieme a Macross costituirà uno dei due pilastri della sua carriera) firmando il character design del personaggio femminile dell'OAV Kidō Senshi Gundam 0080: Pocket no naka no sensō, cui segue la partecipazione, sempre come character designer, in Hi-Speed Jecy e Megazone 23 Part III. Nel 1992 cura il character design della seconda serie di Macross, Chōjiku yosai Macross II - Lovers again (racchiusa in soli 6 OAV e poco gradita dal pubblico perché non coerente con la cronologia precedente), di cui realizzerà anche la trasposizione in manga. Nello stesso anno partecipa al film di Mamoru Oshii Talking Head, pellicola sperimentale che alterna sequenze dal vivo a scene animate, delle quali Mikimoto crea ovviamente i personaggi. Successivamente, tra il 1993 ed il 1995 realizza Chōjiku seiki Orguss 02, sequel della serie di 6 OAV, edito anche in Italia, e ritrova nuovamente il mondo di Macross, curando il character design di tutti i personaggi della serie televisiva, degli OAV e del mediometraggio di Macross 7, firmando pure il manga Macross 7: Trash, pubblicato in Italia dalla Panini Comics. Gundam, dopo l'ulteriore episodio del character design realizzato per il cortometraggio IMAX Gundam Shin Taiken 0087: Guriin daibaazu nel 2001, segnerà anche il suo ormai consolidato passaggio al mondo dei manga con il celebrato Gundam École du Ciel iniziato nel 2002 e pubblicato fino al 2011 sulla rivista Gundam Ace (edito in Italia da Star Comics).
Nel corso della sua intensa carriera Mikimoto ha anche disegnato numerosi personaggi per videogiochi, spesso tratti dagli anime cui ha collaborato, nonché realizzato e pubblicato un gran numero di artbook su diversi anime, divenendo un nome anche nell'illustrazione d'autore.

## Opere principali

### Anime
- Shin Tetsuwan Atom (Astro Boy), serie TV, 1980 – intercalatore
- Chōjiku yosai Macross (Macross), serie TV, 1982 - character designer
- Chōjiku seiki Orguss, serie TV, 1983 - character designer, direttore animazione
- Chōjiku yosai Macross: Ai, Oboete Imasu ka, lungometraggio, 1984 - character designer
- Megazone 23, Part I (Megazone 23, Part I), OAV, 1985 - character designer
- Megazone 23, Part II (Megazone 23, Part II), OAV, 1986 - character designer
- Chōjiku yosai Macross: Flash Back 2012, OAV, 1987 - character designer, direttore animazione
- Salamander, serie TV, 1988 - character designer
- Top wo nerae! Gunbuster (Punta al top, Gunbuster), OAV, 1988 - character designer
- Kidō Senshi Gundam 0080: Pocket no naka no sensō, OAV, 1989 - character designer
- Hoshi neko Fullhouse, OAV, 1989 - supervisore character design
- Hi-Speed Jecy, OAV, 1989 - character designer
- Megazone 23, Part III (Megazone 23, Part III), OAV, 1989 - character designer
- Chōjiku yosai Macross II: Lovers Again, OAV, 1992 - character designer
- Talking Head, lungometraggio, 1992 - character designer
- Tottoi, lungometraggio, 1992 - character designer
- Chōjiku seiki Orguss 02, OAV, 1993 - character designer
- Coo che arrivò da un mare lontano (Coo: Tooi Umi Kara Kita Coo), lungometraggio, 1993 - character designer
- Macross 7, serie TV, 1994 - character designer
- Macross 7: Ginga ga Ore wo Yondeiru!, mediometraggio, 1995 - character designer
- Macross 7 Encore, OAV, 1995 - character designer
- Macross Dynamite 7, OAV, 1997 - character designer
- Nessa no Haou Gandalla, serie TV, 1998 - character designer
- Blue Remains, lungometraggio, 2000 - character designer
- Gundam Shin Taiken 0087: Guriin daibaazu, cortometraggio, 2001 - character designer
- Rei hana Rayca, OAV, 2002 - character designer
- Aquarian Age, the Movie, lungometraggio, 2003 - character designer

### Manga
- Marionette Generation, 1988-1997
- Comic Gunbuster, 1989
- Macross 7: Trash, 1995-2001
- Cherish, 1998
- Reverb, 2001
- Baby Birth, 2001-2002
- Mobile Suit Gundam: École du ciel, 2002~

### Videogiochi
Mikimoto ha realizzato anche il character design dei seguenti videogiochi:
- Aisle Lord - (Mega CD)
- Dogu Senki - (Dreamcast)
- FZ Axis - (Mega Drive)
- Khamrai - (PlayStation)
- Macross VF-X - (PlayStation)
- Macross VF-X2 - (PlayStation)
- Quo Vadis - (Sega Saturn, PlayStation)
- Quo Vadis 2 - (Sega Saturn)
- A Sherd of Youthful Memories - (PlayStation)
- The Super Dimension Fortress Macross - (PlayStation 2)
- The Super Dimension Fortress Macross: Do You Remember Love? - (Sega Saturn, Playstation)
- The Super Dimension Fortress Macross: Scrambled Valkyrie - (Super Nintendo Entertainment System)
- Top wo nerae! - (PlayStation 2)